# Un uomo da bruciare
Un uomo da bruciare is een Italiaanse dramafilm uit 1962 onder regie van Valentino Orsini, Paolo Taviani en Vittorio Taviani.

## Verhaal
Een politieke activist keert terug naar zijn geboortestreek in Sicilië. Daar spoort hij de boeren aan om niet meer te betalen aan de plaatselijke maffia. De boeren weigeren zijn hulp en de maffia gaat hem als een probleem beschouwen.

## Rolverdeling
| Acteur                  | Personage            |
| ----------------------- | -------------------- |
| Gian Maria Volonté      | Salvatore            |
| Didi Perego             | Barbara              |
| Spyros Fokas            | Jachino              |
| Lidia Alfonsi           | Francesca            |
| Marina Malfatti         | Wilma                |
| Vittorio Duse           | Bastiano             |
| Alessandro Sperli       | Carmelo              |
| Marcella Rovena         | Moeder van Francesca |
| Giulio Girola           | Arts                 |
| Gianpaolo Serra         |                      |
| Alfonso D'Errico        |                      |
| Carmen Villani          | Zangeres             |
| Turi Ferro              | Don Vincenzo         |
| Ignazio Roberto Daidone |                      |
| Franco Facciolo         |                      |
| Renato Montalbano       |                      |
| Ida Carrara             |                      |
| Giuseppe La Presti      |                      |
| Pierluigi Manetti       |                      |
| Vanni Tumminello        |                      |
| Vincenzo Tumminello     |                      |